# نيبا
نيبا هي مدينة، في جمهورية الدومينيكان، تقع في محافظة باهوروكو، بلغ عدد سكانها 53,605 نسمة وذلك حسب إحصائيات سنة 2012، تبلغ مساحتها 275,330,000 متر مربع (275.33 كـم2).

## المناخ
يظهر الجدول التالي التغييرات المناخية على مدار السنة لنيبا:
| البيانات المناخية لـنيبا                       | البيانات المناخية لـنيبا | البيانات المناخية لـنيبا | البيانات المناخية لـنيبا | البيانات المناخية لـنيبا | البيانات المناخية لـنيبا | البيانات المناخية لـنيبا | البيانات المناخية لـنيبا | البيانات المناخية لـنيبا | البيانات المناخية لـنيبا | البيانات المناخية لـنيبا | البيانات المناخية لـنيبا | البيانات المناخية لـنيبا | البيانات المناخية لـنيبا |
| الشهر                                          | يناير                    | فبراير                   | مارس                     | أبريل                    | مايو                     | يونيو                    | يوليو                    | أغسطس                    | سبتمبر                   | أكتوبر                   | نوفمبر                   | ديسمبر                   | المعدل السنوي            |
| ---------------------------------------------- | ------------------------ | ------------------------ | ------------------------ | ------------------------ | ------------------------ | ------------------------ | ------------------------ | ------------------------ | ------------------------ | ------------------------ | ------------------------ | ------------------------ | ------------------------ |
| الدرجة القصوى °م (°ف)                          | 38.0 (100.4)             | 37.2 (99.0)              | 38.0 (100.4)             | 38.5 (101.3)             | 38.3 (100.9)             | 39.0 (102.2)             | 38.5 (101.3)             | 40.0 (104.0)             | 39.5 (103.1)             | 38.0 (100.4)             | 38.0 (100.4)             | 36.0 (96.8)              | 40.0 (104.0)             |
| متوسط درجة الحرارة الكبرى °م (°ف)              | 31.7 (89.1)              | 32.1 (89.8)              | 33.2 (91.8)              | 33.8 (92.8)              | 33.6 (92.5)              | 33.6 (92.5)              | 34.5 (94.1)              | 34.6 (94.3)              | 34.3 (93.7)              | 33.8 (92.8)              | 32.8 (91.0)              | 31.8 (89.2)              | 33.3 (91.9)              |
| متوسط درجة الحرارة الصغرى °م (°ف)              | 19.4 (66.9)              | 20.0 (68.0)              | 21.0 (69.8)              | 21.7 (71.1)              | 22.2 (72.0)              | 22.7 (72.9)              | 23.0 (73.4)              | 23.0 (73.4)              | 22.6 (72.7)              | 22.1 (71.8)              | 21.4 (70.5)              | 19.9 (67.8)              | 21.6 (70.9)              |
| أدنى درجة حرارة °م (°ف)                        | 13.5 (56.3)              | 14.0 (57.2)              | 14.2 (57.6)              | 15.0 (59.0)              | 14.5 (58.1)              | 15.0 (59.0)              | 13.0 (55.4)              | 15.0 (59.0)              | 16.0 (60.8)              | 15.0 (59.0)              | 16.5 (61.7)              | 14.5 (58.1)              | 13.0 (55.4)              |
| معدل هطول الأمطار مم (إنش)                     | 8.1 (0.32)               | 13.7 (0.54)              | 19.3 (0.76)              | 36.3 (1.43)              | 109.7 (4.32)             | 48.6 (1.91)              | 30.3 (1.19)              | 61.6 (2.43)              | 61.9 (2.44)              | 74.3 (2.93)              | 39.1 (1.54)              | 17.3 (0.68)              | 520.2 (20.48)            |
| متوسط الأيام الممطرة (≥ 1.0 mm)                | 1.4                      | 1.2                      | 2.3                      | 3.9                      | 6.5                      | 4.5                      | 2.3                      | 4.6                      | 5.4                      | 6.2                      | 3.1                      | 1.7                      | 43.1                     |
| المصدر: الإدارة الوطنية للمحيطات والغلاف الجوي |                          |                          |                          |                          |                          |                          |                          |                          |                          |                          |                          |                          |                          |

## أعلام
- توماس بوبادييا